# Scissione societaria
La scissione è un istituto del diritto commerciale italiano, introdotto con il d.lgs. 16 gennaio 1991 n. 22, emanato in attuazione delle Direttive del Consiglio delle Comunità Europee n. 78/855 (cosiddetta Terza Direttiva del 9 ottobre 1978) e n. 82/891 (cosiddetta Sesta Direttiva del 17 dicembre 1982).
 
Prima del 1991 infatti esso era sconosciuto all'ordinamento italiano.
Mediante tale operazione il patrimonio di una società viene assegnato ad una o più società, anche di nuova costituzione, in cambio dell'assegnazione ai soci della prima emissione di azioni o quote delle beneficiarie del trasferimento patrimoniale.

## Tipologie di scissione
La scissione, ai sensi dell'art. 2506, può essere attuata secondo due distinte modalità:
- totale quando tutto il patrimonio della società scissa viene attribuito alla o alle società beneficiarie.
- parziale, quando una parte del patrimonio rimane in carico alla società scissa.

Inoltre, la scissione può essere:
- proporzionale quando i soci delle società partecipanti alla scissione mantengono nelle società beneficiarie la stessa percentuale di partecipazione,
- non proporzionale le quote di partecipazione nella scissa e nella beneficiaria sono diverse.

### Riferimenti normativi
- Codice Civile